# Senopterina violacea
Senopterina violacea är en tvåvingeart som först beskrevs av Macquart 1843.  Senopterina violacea ingår i släktet Senopterina och familjen bredmunsflugor. Inga underarter finns listade i Catalogue of Life.